# Superliga Española de Hockey Hielo 1979/1980
Sezóna 1979/1980 byla 8. sezonou Španělské ligy ledního hokeje. Vítězem se stal CHH Txuri-Urdin. 

## Konečná tabulka
| Poř | Tým                |
| --- | ------------------ |
| 1   | CHH Txuri-Urdin    |
| 2   | Casco Viejo Bilbao |
| 3   | FC Barcelona       |
| 4   | CH Jaca            |
| 5   | Club Gel Puigcerdà |
| 6   | CH Boadilla        |
| 7   | AD Roller Gasteiz  |
| 8   | CH Gel Barcelona   |